# Callianthemum
Callianthemum (C.A. Mey., 1830) è un genere di piante appartenente alla famiglia delle Ranunculaceae, diffuso in Europa ed Asia.

## Descrizione
Hanno petali oblanceolati-spatolati, 5-6 x 13–18 mm, foglie basali alla fioritura incompletamente sviluppate (C. kerneranum), oppure petali, almeno in parte, obovati, 7-9 x 10–12 mm, foglie basali alla fioritura completamente sviluppate (C. coriandrifolium).

## Distribuzione e habitat
La maggior parte delle specie di Callianthenum sono originarie di Asia centrale ed Estremo oriente mentre tre di queste (C. anemonoides, C. coriandrifolium e C. kernerianum) sono diffuse nel continente europeo. In particolare C. kernerianum è una specie endemica di una ristretta area del Veneto, nei pressi del Monte Baldo.

## Tassonomia
All'interno del genere Callianthenum sono attualmente incluse 15 specie:
- Callianthemum alatavicum Freyn
- Callianthemum anemonoides (Zahlbr.) Endl.
- Callianthemum angustifolium Witasek
- Callianthemum coriandrifolium Rchb.
- Callianthemum farreri W.W.Sm.
- Callianthemum hondoense Nakai & H.Hara
- Callianthemum insigne (Nakai) Nakai
- Callianthemum isopyroides (DC.) Witasek
- Callianthemum kernerianum Freyn ex A.Kern.
- Callianthemum kirigishiense (Ken Sato & Koji Ito) Kadota
- Callianthemum miyabeanum Tatew.
- Callianthemum pimpinelloides (D.Don) Hook.f. & Thomson
- Callianthemum sachalinense Miyabe & Tatew.
- Callianthemum sajanense (Regel) Witasek
- Callianthemum taipaicum W.T.Wang